# Vladimir Borisovič Braginskij
Vladimir Borisovič Braginskij (3. srpna 1931 – 29. března 2016) byl ruský fyzik a zahraniční člen Americké národní akademie věd.
Pracoval v oblasti přesnosti a kvantových měření, detekce gravitačních vln, systémů s nízkým rozptylem a základních termodynamických fluktuací.

## Život
Braginskij se narodil v Moskvě, kde rovněž vystudoval Moskevskou státní univerzitu. Tu absolvoval v roce 1954, o rok později zde začal i pracovat. V roce 1959 obhájil diplomovou práci, a v roce 1967 disertační práci. Roku 1969 byl jmenován profesorem.

## Vědecké kariéra
V 70. letech stál v čele Oddělení fyziky na Moskevské státní univerzitě . V letech 1987 - 2001  vedl oddělení "Molekulové fyziky a fyzikálních měření", poté byl dva roky vedoucím oddělení "Fyziky kmitů." Braginskij je autorem více než 240 článků a 4 monografií.
Předpověděl a experimentálně prokázal ponderomotivní účinky tření a tvrdosti v elektromagnetickém poli v rezonátoru (1967). Tyto účinky jsou základem mnoha moderních technik v makroskopické kvantové mechanice, zejména optického a mikro chlazení nanooscilátorů na nulový stav. Dokázal hodnoty náboje elektronu a protonu v řádu 10−21 (1970) a prokázal platnost principu ekvivalence na úrovni 10−12 (1971).
Předpověděl existenci limitu citlivosti koordinovaného měření kvantového původu, nyní nazýváného standardní kvantový limit (1967). Později navrhl a odůvodnil zásady pro novou třídu měření, umožňující překonání těchto omezení (1977).
Začátkem roku 1974, společně s kolegy objevil existenci mechanismu základních ztrát pro elektromagnetické vlny v dokonalých krystalech, dielektrikách, čímž se vytvoří dielektrické mikrovlnné rezonátory v safíru s Q > 109. .
Spolu s kolegy vyvinul řadu klíčových prvků pro detektory gravitačních vln (pro tyčové detektory i pro laserové interferometry).
Braginskij a jeho kolegové také předpověděli existenci několika nových fyzikálních jevů: spin-kvadrupólového gravitačního jevu (1980), tření generovaného nulovým bodem fluktuace vakua (1991), základních termoelestických a termorefraktivních výkyvů (1999, 2000), a parametrických nestabilit ve vysokonábojových optomechanických rezonátorech (2001).
Od roku 1993 pracuje výzkumná skupina kolem Braginského v rámci mezinárodního výzkumného projektu s názvem LIGO.
Braginskij rovněž vedl celou řadu studentů: 34 jeho studentů získalo doktorský titul, 12 dosáhlo titulu doktora věd, šest se stalo profesory na různých katedrách Fakulty Fyziky na Moskevské státní univerzitě. Někteří z jeho bývalých studentů úspěšně pracují v zahraničí.